# Wrzosy (województwo małopolskie)
Wrzosy – osada w Polsce, położona w województwie małopolskim, w powiecie krakowskim, w gminie Krzeszowice. Należy do sołectwa Zalas.
W latach 1975–1998 miejscowość administracyjnie należała do województwa krakowskiego.

## Galeria zdjęć osady

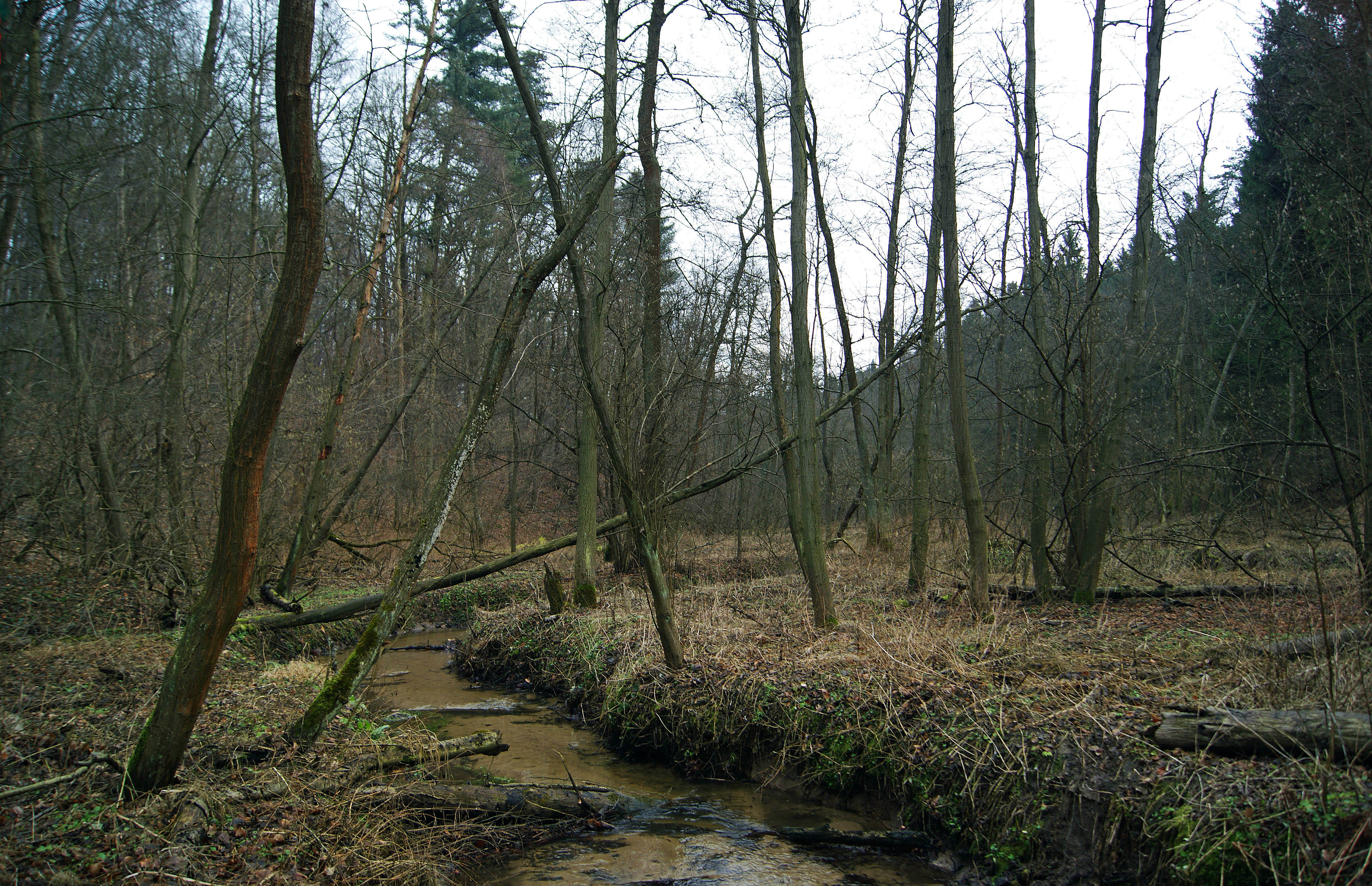
Zachodnia część osady.
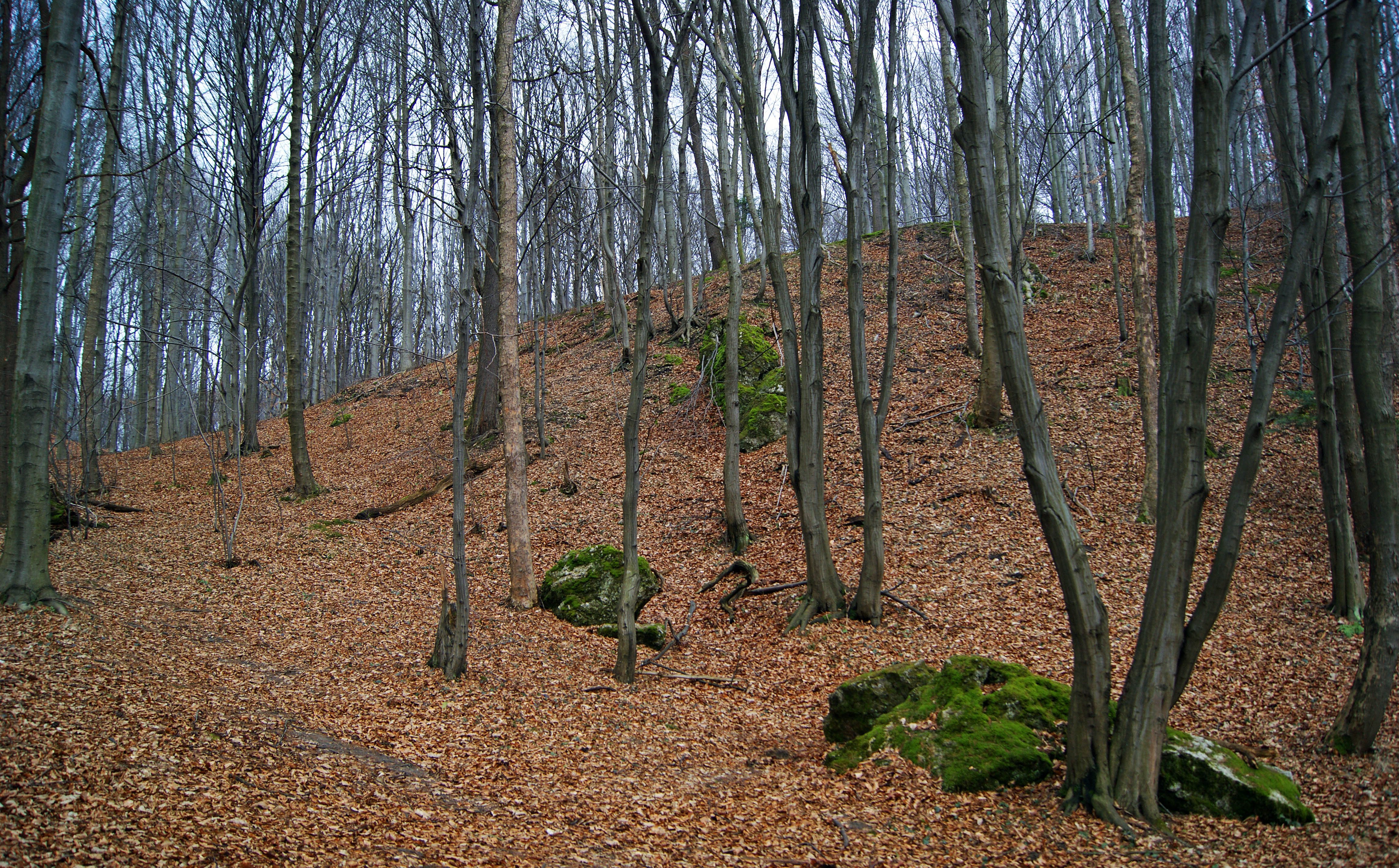
Wschodnia część osady.
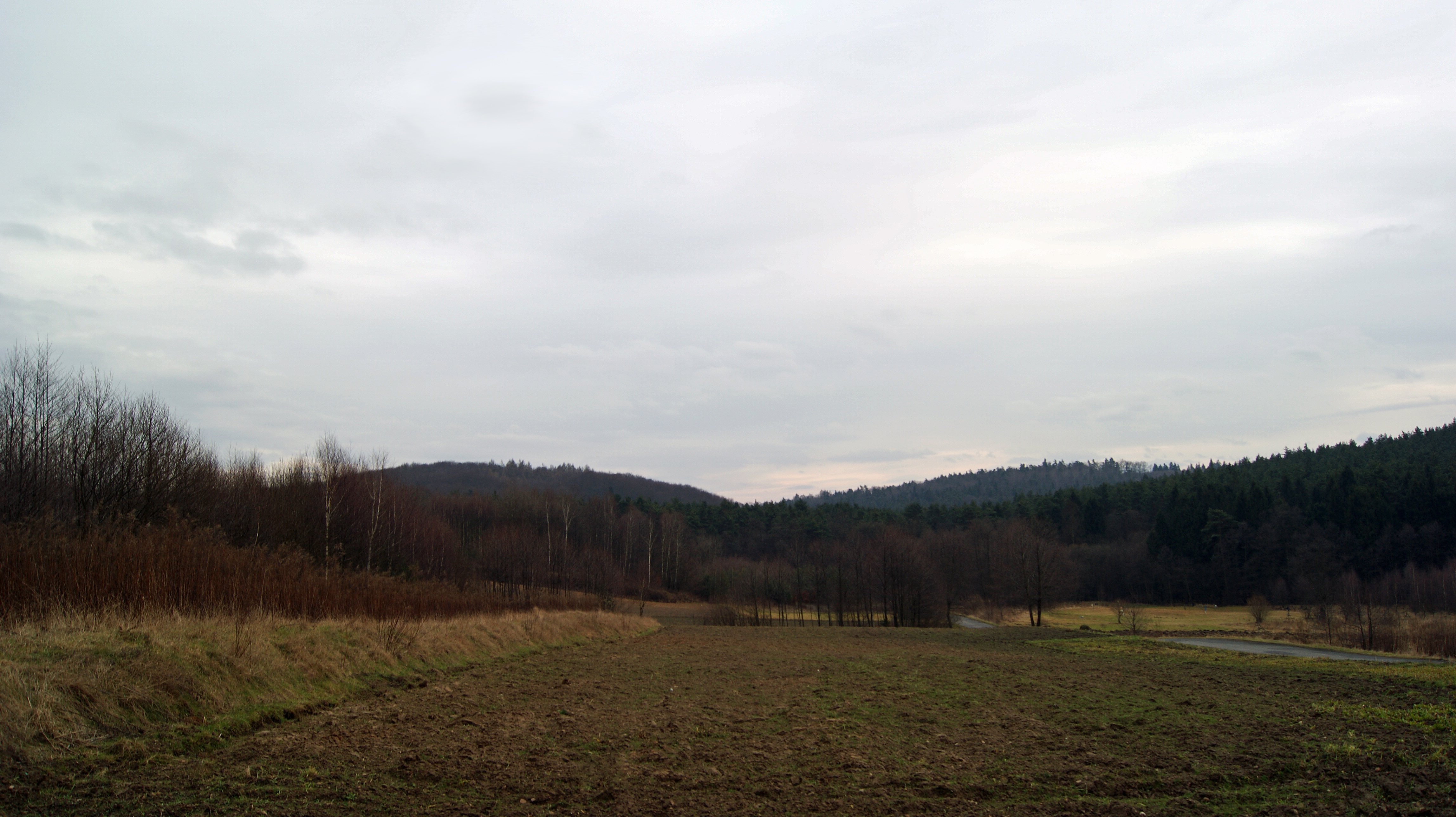
Osada widziana z północy.